# Burängsberg
Burängsberg är en gruva i Ludvika kommun, 5 kilometer väster om Sunnansjö.
Gruvan har brutits i omgångar sedan början av 1600-talet fram till 1907. Efter nya magnetiska detaljmätningar började man 1961 med en ny schaktsänkning. Malmtillgången var dock ringa och redan 1966 lades driften ned på nytt. Vid Burängsberg finns ett tjugotal mindre vattenfyllda gruvål samt ett antal varphögar. Några arbetarbostäder finns ännu bevarade, liksom ett vändbrott samt ett äldre ångmaskinshus.